# Zozym (Szioszwili)
Zozym, imię świeckie Szota Szioszwili (ur. 3 sierpnia 1951 w Tbilisi) – gruziński duchowny prawosławny, od 2009 metropolita Cilkani i Duszeti.

## Życiorys
27 czerwca 1976 otrzymał święcenia diakonatu, a 12 lipca 1977 prezbiteratu. 14 października 1983 otrzymał chirotonię biskupią. 26 września 2009 podniesiony został do godności metropolity.